# Olympische Winterspiele 1928/Teilnehmer (Jugoslawien)
| Gelbes Symbol für Goldmedaillen mit stilisierten Olympischen Ringen | Graues Symbol für Silbermedaillen mit stilisierten Olympischen Ringen | Braundes Symbol für Bronzemedaillen mit stilisierten Olympischen Ringen |
| ------------------------------------------------------------------- | --------------------------------------------------------------------- | ----------------------------------------------------------------------- |
| —                                                                   | —                                                                     | —                                                                       |

Jugoslawien nahm an den II. Olympischen Winterspielen 1928 in St. Moritz mit einer Delegation von 6 Athleten teil. Alle Athleten gingen im Skilanglauf an den Start.

## Teilnehmer nach Sportart

### Skilanglauf
| Athleten       | Wettbewerbe | Zeit      | Rang |
| -------------- | ----------- | --------- | ---- |
| Männer         |             |           |      |
| Stane Bervar   | 50 km       | 6:46:48 h | 30   |
| Janko Janša    | 18 km       | 2:01:14 h | 26   |
| Janko Janša    | 50 km       | 6:34:59 h | 29   |
| Joško Janša    | 18 km       | 2:19:54 h | 26   |
| Joško Janša    | 50 km       | 5:58:09 h | 23   |
| Petar Klofutar | 18 km       | 2:14:08 h | 39   |
| Stane Kmet     | 50 km       | 6:32:07 h | 28   |
| Boris Režek    | 18 km       | 2:28:44 h | 42   |